# Бирнбаум, Стив
Стивен Митчелл «Стив» Бирнбаум (англ. Steven Mitchell Birnbaum, род. 23 января 1991, Ньюпорт, Калифорния, США) — американский футболист, центральный защитник. Выступал за клуб «Ди Си Юнайтед» и сборную США.

## Ранняя жизнь
По национальности еврей. Родился в городе Ньюпорт, в штате Калифорния. Окончил среднюю школу Нортвуд в 17 лет.

## Карьера

### Молодёжная карьера
Бирнбаум в 2008 году играл за молодёжные сборные США до 18 и до 20 лет. С 2009 по 2013 годы, во время обучения в Калифорнийском университете в Беркли, играл за университетскую команду. Во время учёбы в 2010 и 2011 годах Бирнбаум также играл в клубе «Ориндж Каунти Блю Стар» из PDL.
В 2012 году вместе с командой США выиграл серебряную медаль в Маккабианских играх в Бразилии.

### Профессиональная карьера
14 января 2014 года Бирнбаум был выбран клубом «Ди Си Юнайтед» под вторым номером в первом раунде Супердрафта MLS 2014. В марте 2014 года он был отдан в аренду аффилированному клубу лиги USL Pro «Ричмонд Кикерс», где 5 апреля 2014 года состоялся его профессиональный дебют в победном матче против клуба «Питтсбург Риверхаундс». Обратно в «Ди Си Юнайтед» Бирнбаум вернулся после того, как Джефф Парк получил травму и выбыл из строя. Бирнбаум занял позицию рядом с Бобби Босуэллом. В MLS дебютировал 7 июня 2014 года в матче против «Коламбус Крю». 20 ноября 2014 года Бирнбаум был выдвинут в финалисты на премию «Новичок года в MLS». 26 февраля 2015 года забил свой первый гол в «Ди Си Юнайтед» в четвертьфинальном матче Лиги чемпионов КОНКАКАФ против коста-риканского клуба «Алахуэленсе». 6 июня 2015 года в матче против «Торонто» забил свой первый гол в MLS. Бирнбаум был отобран для участия в Матче всех звёзд MLS 2016, в котором команда звёзд MLS принимала английский «Арсенал». 2 декабря 2016 года Бирнбаум подписал новый многолетний контракт с «Ди Си Юнайтед». В сезоне 2017 Бирнбаум был назначен капитаном «Ди Си Юнайтед». 6 марта 2020 года «Ди Си Юнайтед» продлил контракт с Бирнбаумом на три года, до конца сезона 2023. 27 апреля 2023 года Бирнбаум продлил контракт с «Ди Си Юнайтед» на два года, до конца сезона 2025. 16 июля 2024 года Стив Бирнбаум объявил о завершении футбольной карьеры.

### Международная карьера
28 января 2015 года Бирнбаум дебютировал за сборную США в товарищеском матче против сборной Чили, в котором вышел в стартовом составе и провёл на поле все 90 минут. Свой первый мяч за сборную США забил 31 января 2016 года в товарищеской игре со сборной Исландии. Был включён в состав сборной на Кубок Америки 2016. Значился в предварительной заявке сборной на Золотой кубок КОНКАКАФ 2017 из 40 игроков, но в окончательный состав из 23 игроков не попал.

## Административная карьера
В январе 2025 года Бирнбаум был назначен спортивным директором женского футбольного клуба «Ди Си Пауэр» из Суперлиги ЮСЛ.

## Достижения
Индивидуальные
- Участник Матча всех звёзд MLS: 2016

## Статистика

### Клубная
| Выступление             | Выступление      | Выступление      | Лига | Лига | Плей-офф | Плей-офф | Кубок | Кубок | Континент | Континент | Итого | Итого |
| Клуб                    | Лига             | Сезон            | Игры | Голы | Игры     | Голы     | Игры  | Голы  | Игры      | Голы      | Игры  | Голы  |
| ----------------------- | ---------------- | ---------------- | ---- | ---- | -------- | -------- | ----- | ----- | --------- | --------- | ----- | ----- |
| Ди Си Юнайтед           | MLS              | 2014             | 21   | 0    | 2        | 0        | 1     | 0     | 1         | 0         | 25    | 0     |
| Ди Си Юнайтед           | MLS              | 2015             | 22   | 2    | 3        | 0        | 1     | 0     | 5         | 1         | 31    | 3     |
| Ди Си Юнайтед           | MLS              | 2016             | 26   | 3    | 1        | 0        | 0     | 0     | 2         | 0         | 29    | 3     |
| Ди Си Юнайтед           | MLS              | 2017             | 26   | 0    | 0        | 0        | 0     | 0     | 0         | 0         | 26    | 0     |
| Ди Си Юнайтед           | MLS              | 2018             | 34   | 2    | 1        | 0        | 2     | 0     | 0         | 0         | 37    | 2     |
| Ди Си Юнайтед           | MLS              | 2019             | 34   | 1    | 1        | 0        | 2     | 0     | 0         | 0         | 37    | 1     |
| Ди Си Юнайтед           | MLS              | 2020             | 10   | 0    | 0        | 0        | 0     | 0     | 0         | 0         | 10    | 0     |
| Ди Си Юнайтед           | MLS              | 2021             | 21   | 2    | 0        | 0        | 0     | 0     | 0         | 0         | 21    | 2     |
| Ди Си Юнайтед           | MLS              | 2022             | 32   | 2    | 0        | 0        | 0     | 0     | 0         | 0         | 32    | 2     |
| Ди Си Юнайтед           | MLS              | 2023             | 22   | 1    | 0        | 0        | 0     | 0     | 0         | 0         | 22    | 1     |
| Ди Си Юнайтед           | MLS              | 2024             | 6    | 0    | 0        | 0        | 0     | 0     | 0         | 0         | 6     | 0     |
| Ди Си Юнайтед           | Итого            | Итого            | 254  | 13   | 8        | 0        | 6     | 0     | 8         | 1         | 276   | 14    |
| Ричмонд Кикерс (аренда) | USL              | 2014             | 1    | 0    | 0        | 0        | 0     | 0     | 0         | 0         | 1     | 0     |
| Ричмонд Кикерс (аренда) | Итого            | Итого            | 1    | 0    | 0        | 0        | 0     | 0     | 0         | 0         | 1     | 0     |
| Всего за карьеру        | Всего за карьеру | Всего за карьеру | 255  | 13   | 8        | 0        | 6     | 0     | 8         | 1         | 277   | 14    |

### Сборная
| Команда | Год   | Игр | Голы |
| ------- | ----- | --- | ---- |
| США     |       |     |      |
| 2015    | 1     | 0   |      |
| 2016    | 8     | 1   |      |
| 2017    | 2     | 0   |      |
| Всего   | Всего | 11  | 1    |

### Голы за сборную
| # | Дата           | Место                              | Противник | Счёт | Результат | Соревнование      |
| - | -------------- | ---------------------------------- | --------- | ---- | --------- | ----------------- |
| 1 | 31 января 2016 | Стабхаб Сентер, Карсон, Калифорния | Исландия  | 3:2  | 3:2       | Товарищеский матч |